# みんなで自分の説明書 〜B型、A型、AB型、O型〜
『みんなで自分の説明書 〜B型、A型、AB型、O型〜』（みんなでじぶんのせつめいしょ ビーがた、エーがた、エービーがた、オーがた）とは、2008年12月30日にガンホー・ワークスが発売したニンテンドーDS用ソフトである。

## 概要
Jamais Jamais原作の書籍「自分の説明書」の4作品をゲーム化した、ゆるゆる人間関係シミュレーションゲームソフトである。基本的に内容は変わらないが、ゲーム化ということもあり、ゲームならではの要素も満載している。制作は株式会社スクリプトアーツの大味健一郎である。

## モード
モードには「自分の説明書モード」、「もっと自分の説明書モード」、「勝手にトモダチ関係モード」の3つがある。

### 自分の説明書モード
このモードでは自分の説明書を作ったり、説明書を見ることが出来る。画面に出た質問にチェックをしていくとキャラクターに変化が起こるようになっており、自分の性格とキャラクターが表示される。また、トモダチの説明書も作れるようになっている。そして自分の説明書は通信で交換できるようになっている。

### もっと自分の説明書モード
自分の説明書モードを最後までプレイするとこのモードが登場する。自分と違う血液型の説明書も作れるようになっており、その順序は自分の説明書モードと同じである。複数の説明書を作り「血液度を見る」選ぶと、自分がどの血液型の傾向が強いのかが分かるようになっている。そして、通信交換によってトモダチデータを集めると「裏・自分の説明書｣が作れるようになっている。これは自分の説明書とは裏の、自分の性格とキャラクターが出るようになっている。

### 勝手にトモダチ関係モード
自分の説明書モードを一度でもプレイする(中断あり)とこのモードが登場する。このモードは参加させるトモダチを最初に選びその次にシミュレーションを選ぶと、最初に選んだトモダチが勝手に生活し始めて、感情バロメーターによって会話が変わるようなシステムになっている。また、「裏・自分の説明書」を作成している場合は、このモード内での裏モードをプレイすることが可能になっている。

## 書籍
各原作本は文芸社から1,050円(税込)で発売されている。